# Macropsis fuscata
Macropsis fuscata är en insektsart som beskrevs av Evans 1971. Macropsis fuscata ingår i släktet Macropsis och familjen dvärgstritar. Inga underarter finns listade i Catalogue of Life.